# 阿澤爾格河
阿澤爾格河（法語：Azergues，法語發音：[azɛʁɡ]）是法國的河流，位於該國東部，屬於索恩河的右支流，河道全長62公里，流域面積886平方公里，平均流量每秒7.5立方米，發源自谢讷莱特附近，河口處在昂斯。